# Ecliptopera obscurata
Ecliptopera obscurata là một loài bướm đêm trong họ Geometridae.